# ポール・ビルケルンド
ポール・ビルケルンド（Poul Birkelund, 1917年5月28日 - 2006年10月22日）は、デンマークのフルート奏者。
ロスキレの生まれ。デンマーク王立音楽院でホルゲル・ギルベルト＝イェスペルセンにフルートを師事し、パリでもマルセル・モイーズの薫陶を受けた。1944年から1966年までデンマーク放送交響楽団の首席フルート奏者を務め、1946年にはジュネーヴ国際音楽コンクールのフルート部門で入賞した。
1961年から母校のデンマーク王立音楽院のフルート科で教えるようになり、1966年には教授に昇格した。1971年から1975年までは同音楽院の院長を務めた。
ホービーにて没。